# Dorothy Dobbie
Pour les articles homonymes, voir Dobbie.
Dorothy Ina Elgiva Dobbie (née le 5 janvier 1945) est une femme politique canadienne du Manitoba. Elle est députée fédérale progressiste-conservatrice de la circonscription manitobaine de Winnipeg-Sud de 1988 à 1993.

## Biographie
Avant d'entrer en politique, Dobbie travaille comme éditrice entre autres en tant que fondatrice de la Association Publications Ltd.. Elle est également la première femme président de la chambre de commerce de Winnipeg. En 1983, elle est nommée citoyenne d'affaires exceptionnelle de l'année par la chambre de commerce du Manitoba.

### Carrière politique
Élue en 1988, elle est députée d'arrière-ban et sert comme secrétaire parlementaire de sept différents ministres entre 1989 et 1993. Dobbie agit aussi à titre de co-présidente, aux côtés Claude Castonguay, sur le comité mixte spécial pour un Canada renouvelé (Special Joint Committee on a Renewed Canada). En 1992, ce comité formule des recommandations afin de jeter les bases d'une réforme constitutionnelle connue par la suite comme l'Accord de Charlottetown.
Lors du départ de Brian Mulroney en 1993, Dobbie supporte la candidature de Jean Charest. 
Défaite en 1993, elle dénonce le contrôle fondamentaliste religieux sur le Parti réformiste du Canada et dénonce les campagnes publicitaire de son propre parti se moquant des difformités faciales de Jean Chrétien. Elle appelle aussi à l'abolition du Sénat du Canada.
Après la démission de Charest de la chefferie en 1998, elle supporte le retour de l'ancien premier ministre Joe Clark. Elle s'oppose également à la fusion des Progressistes-conservateurs avec l'Alliance canadienne afin de forme le nouveau Parti conservateur du Canada et supporte les tentatives légales de Sinclair Stevens afin de bloquer la fusion. 
En 2004, elle soutient la candidature libérale de l'ancien maire de Winnipeg, Glen Murray, dans la circonscription de Charleswood—St. James—Assiniboia—Headingley.

### Après la politique
Elle participe la fondation de Pegasus Publications (en) en 1996 et sert également comme présidente.
En 1997, Dobbie est nommée au Conseil canadien des normes de la radiotélévision pour la région Prairie.
Nommée au conseil de Tree Canada (en) en 2004, elle y sert de président de 2008 à 2011.